# Plebeia phrynostoma
Plebeia phrynostoma är en biart som beskrevs av Jesus Santiago Moure 2004. Plebeia phrynostoma ingår i släktet Plebeia och familjen långtungebin. Inga underarter finns listade i Catalogue of Life.